# Vicente López
Vicente López é uma cidade da Argentina, situada na província de Buenos Aires, localizada na região metropolitana de Buenos Aires.